# Friday (singel Rebecki Black)
Friday (pl. Piątek) – pierwszy singel amerykańskiej piosenkarki Rebecki Black. Jej producentami są Clarence Jay i Patrice Wilson. Piosenka została wydana 10 lutego 2011 roku, a jej premiera miała miejsce na iTunes 14 marca 2011 roku w Stanach Zjednoczonych.

## Pozycje na listach
| Lista                       | Kraj              | Pozycja |
| --------------------------- | ----------------- | ------- |
| ARIA Digital Track Chart    | Australia         | 40      |
| Billboard Brasil Hot 100    | Brazylia          | 66      |
| Billboard Brasil Pop Songs  | Brazylia          | 79      |
| Canadian Hot 100            | Kanada            | 61      |
| IRMA                        | Irlandia          | 46      |
| RIANZ                       | Nowa Zelandia     | 33      |
| The Official Charts Company | Wielka Brytania   | 60      |
| Billboard Hot 100           | Stany Zjednoczone | 58      |